# Réserve écologique de Mont-Saint-Pierre
La réserve écologique de Mont-Saint-Pierre est située près du village de Mont-Saint-Pierre. Cette réserve protège le versant d'une vallée encaissée du nord de la Gaspésie. La réserve protège aussi 60 % des peuplements d'astragale austral, une plante qui figure sur la liste des plantes désignées menacées ou vulnérables du Québec.